# Cyclanthera leptostachya
Cyclanthera leptostachya là một loài thực vật có hoa trong họ Cucurbitaceae. Loài này được Benth. mô tả khoa học đầu tiên năm 1845.